# 다방의 푸른 꿈
《다방의 푸른 꿈》은 2015년에 공개된 대한민국의 영화이다. 1959년 미국으로 진출한 걸그룹 김시스터즈의 멤버 김민자의 회상에 따라 한국 가요의 한 시대를 엿볼 수 있다. 2015년 제천국제음악영화제에서 처음 공개되었고, 2017년 극장개봉되었다.

## 캐스트
- 김민자
- 김숙자
- 김애자
- 이난영
- 김해송
- 토미 빅
- 손석우
- 김영재
- 오정심
- 바버렛츠
- 우재근
- 고복수
- 김정구
- 박시춘
- 손목인
- 송민도
- 한명숙
- 임택근
- 에드 설리번

## 줄거리
'목포의 눈물’의 국민가수 이난영과 천재작곡가 김해송의 음악 재능을 이어받은 딸 숙자, 애자와 이난영의 오빠인 작곡가 이봉룡의 딸 민자로 이뤄진 한국 최초의 여성 보컬그룹 ‘김시스터즈’의 미국 라스베이거스 무대 진출기.

## 영화 정보
- 2015년 제11회 제천국제음악영화제에서 상영되었다.[1]
- 2019년 5월 24일 KBS 1TV 독립영화관 시간에 방송되었다.[2]